# Peter van der Velden (politicus)
P.A.C.M. (Peter) van der Velden (Bergen op Zoom, 30 juni 1954) is een Nederlands politicus en bestuurder. Hij is lid van de PvdA. Sinds 23 september 2024 is hij waarnemend burgemeester van Dordrecht.  

## Jeugd en opleiding
Van der Velden is geboren in Bergen op Zoom als zoon van een middenstander, die had een heren- en jongenskledingzaak. Hij speelde in zijn jeugd trompet, aanvankelijk carnavalsmuziek, later jazzmuziek. Na het Mollerlyceum is hij afgestudeerd aan de Sociale Academie Markendaal in Breda, in de richting Personeelsbeleid en Arbeidsmarktpolitiek. Hij volgde zijn stage bij gieterij De Holland. Wegens arbeidsveranderingen bij de gieterij sloot hij zich op zijn achttiende aan bij de PvdA. Voor zijn studie was hij lid van de JOVD, samen met zijn buurjongen Ed Nijpels.

## Politieke carrière
Op 21-jarige leeftijd werd Van der Velden gemeenteraadslid in Bergen op Zoom. Vanaf 1977 was hij werkzaam voor de PvdA, eerst als medewerker in Tweede Kamerfractie, later als medewerker van de socialistische fractie in het Benelux-parlement in Brussel. Voor de PvdA was hij van 1978 tot 1981 fractievoorzitter in de gemeenteraad van Bergen op Zoom. In 1981 werd hij er wethouder. Van 2001 tot 2005 was hij vicevoorzitter van de PvdA.

## Burgemeester
Van der Velden werd in 1988 burgemeester van Nieuw-Ginneken. Deze gemeente is op 1 januari 1997 opgegaan in de gemeente Breda. In 1994 werd hij burgemeester van Rosmalen. Op 1 januari 1996 werd Rosmalen samengevoegd met de gemeente 's-Hertogenbosch. Hij werd in 1996 waarnemend burgemeester van Emmen, om er in 1998 burgemeester te worden. In 2000 werd hij burgemeester van Bergen op Zoom. Van 2004 tot en met 2014 was hij burgemeester van Breda.

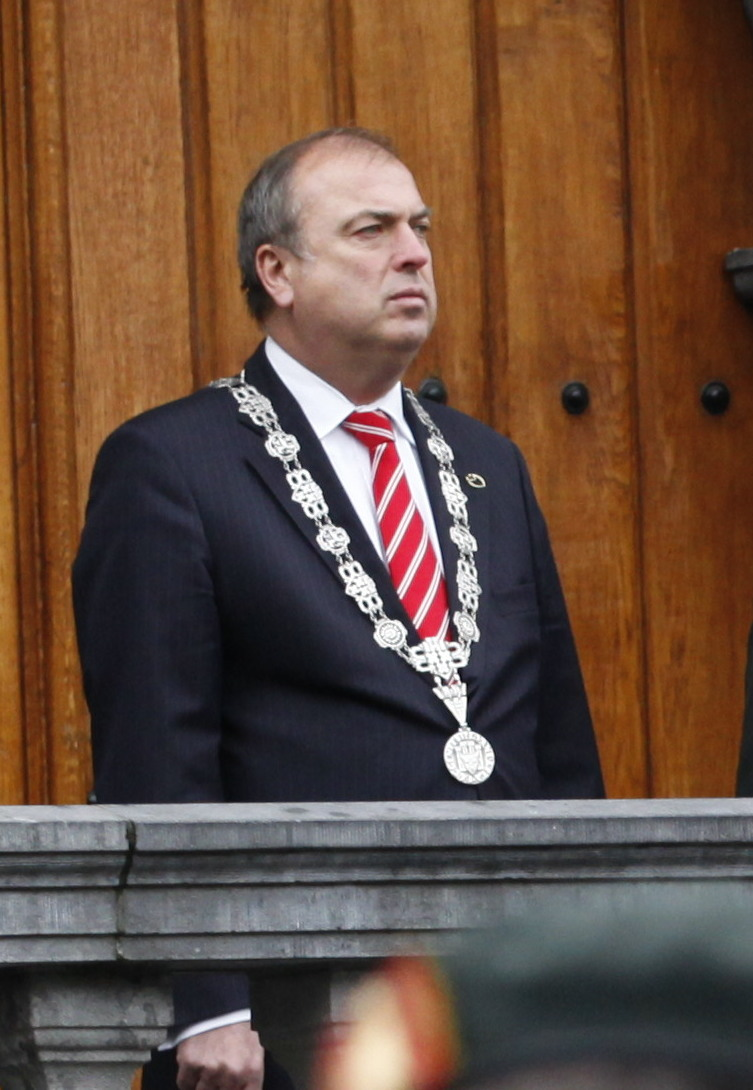
Peter van der Velden (2009)

## Waarnemend burgemeester
Van 1 maart 2017 tot 13 september 2017 was Van der Velden waarnemend burgemeester van Dordrecht. Van januari tot april 2019 was hij waarnemend burgemeester van Hoeksche Waard. Van 1 september 2023 tot 19 september 2024 was hij waarnemend burgemeester van Leiden. Op 23 september 2024 werd hij opnieuw waarnemend burgemeester van Dordrecht.

## Nevenfuncties
Op 1 januari 2015 werd Van der Velden voorzitter van de Coöperatie Werk en Vakmanschap U.A. Op 23 september 2020 werd hij voorzitter van de raad van toezicht van Curio. Daarnaast was hij van 1 januari 2018 tot 1 januari 2024 voorzitter van Vewin.